# Artikulation (Musik)
Unter Artikulation in der Musik wird erstens die Art verstanden, wie ein einzelner Ton stimmlich oder instrumental erzeugt  oder gebildet wird; zweitens  wie aufeinander folgende Töne miteinander verbunden werden: entweder nahtlos eng (legato, gebunden) oder mit Klangpausen zwischen den Tönen (non legato, nicht gebunden). Somit fasst Artikulation „verschiedene Möglichkeiten, Töne miteinander zu verbinden bzw. voneinander abzuheben“ zusammen. Bei der technischen Ausführung des Non-Legato geht es um die Frage, wie lange der jeweilige Ton erklingt und die zugehörige Pause dauert. Die zahlreichen Arten,  Töne zu verbinden sind ein Gestaltungsmittel zur Charakterisierung der Melodiebewegung.

## Tonverbindung
Die grundlegenden Arten, Töne zu verbinden, werden mit  legato (gebunden), non legato (nicht gebunden), tenuto (gehalten), portato (getragen), staccato (abgesetzt, abgestoßen, getrennt, kurz und prägnant) und staccatissimo (stark abgesetzt, stark getrennt, äußerst kurz) bezeichnet und mit den Schriftsymbolen Bogen, Querstrich, Punkt und Keil wie folgt notiert. Auch das senkrechte Strichlein (|) wird benutzt. Es ist zu beachten, dass die Verwendung dieser Symbole nicht einheitlich ist und auch innerhalb des Werkes eines Komponisten variieren kann. So ist auch die Bezeichnung des Staccatissimos durch Keile nicht allgemein üblich. Hugo Riemann nennt in seiner Klavierschule noch die in der Praxis selten verwendeten Bezeichnungen mezzolegato und mezzostaccato (leggiero).
Die nicht gebundenen Artikulationsarten mit ihren Klang- oder Luftpausen, können demnach auch mit Pausenzeichen geschrieben werden, z. B.
Die Namen und Zeichen für die musikalische Artikulation können nicht exakt definiert werden. Ihre Anwendung muss je nach Instrument, Spieltechnik und Musikstil modifiziert werden und ist stark vom gewählten Tempo und der Raumakustik abhängig. Das genau wie das Legato mit einem Bogen notierte Legatissimo (auch Überlegato genannt), als ein Weiterklingen in den nächsten Ton hinein, dadurch dass „die Finger sich erst von der Taste heben, wenn der nächste darauf folgende Ton schon gehört worden ist“, ist nicht auf allen Instrumenten möglich. Es wird besonders auf dem Klavier praktiziert, schon von C. Ph. E. Bach erwähnt und z. B. in der Klassik bei der pedallosen Ausführung von Alberti-Bässen angewendet. In späterer Zeit (Romantik, Impressionismus) übernimmt oft das Pedal diese Funktion, obwohl z. B. noch Frédéric Chopin in Begleitfiguren diese Art des legatissimo-Spiels sowohl selbst praktiziert als auch gelehrt hat. Die angebliche Möglichkeit, auf dem Klavier auch bei gleichzeitiger Anwendung des Pedals ein Non-Legato zu erzeugen, wobei ein Staccato mit 'spitzem' Anschlag angedeutet wird, ist eine akustische Täuschung und widerspricht den physikalischen Gegebenheiten.

## Beispiele
Die künstlerische Artikulation muss an exemplarischen Vorbildern studiert werden, z. B. ist in der folgenden Melodie aus der Violinsonate B-Dur KV 378 von W. A. Mozart (erster Satz, allegro moderato, Takt 26–30), das Legato, Non-Legato (im 5. Takt), Staccato, Portato und das Strichlein (im 2. Takt) angewandt. – Dem Beispiel kann auch entnommen werden, dass das Staccatozeichen keine akzentuierende Bedeutung hat.
Wenn die Artikulation vom Komponisten nur rudimentär oder gar nicht vorgeschrieben ist, muss der Spieler eine eigene finden, die den Stilkriterien der Zeit folgen sollte. Diese können den Werken entnommen werden, welche vom Komponisten sorgfältig bezeichnet wurden. Das folgende unbezeichnete Kleine Präludium E-Moll von J. S. Bach, BWV 941, könnte z. B. auf die folgenden Arten artikuliert werden.

## Differenzierung des Begriffs
- Mit dem Artikulationsbegriff ist immer auch die Vorstellung einer sinnlichen Tonqualität wie laut–leise, hart–weich, spitz–rund verbunden. Das sollte aber nicht dazu verführen, ein Artikulationszeichen zu einem reinen instrumentaltechnischen Ausführungszeichen umzudeuten, z. B. das Staccatissimo als Akzent aufzufassen. Die Akzentuation eines Tones gehört zur Dynamik und in einem formalen Tonverbund zur Metrik.

- Die sprachliche Lautbildung (it. articolare = aussprechen) und die instrumentale Tonbildung (Ansatz, Anschlag, Bogenstrich) beziehen sich auf die technisch-physiologische Bildung der einzelnen Laute bzw. Töne. Hier nimmt der Artikulationsbegriff seinen Anfang. Im Gesang, wo sowohl Laute wie Töne erzeugt werden (Phonation), wird er auch auf die Klarheit und Deutlichkeit der erzeugten Laute und Töne bezogen (it. articolare = deutlich aussprechen). Diese Laut- und Tonbildung muss von der künstlerischen Artikulation im Rezitieren und Musizieren unterschieden werden. Es ist bezeichnend, dass Gesangsnoten nur sehr selten Artikulationszeichen tragen.

- Der Bogen, der das artikulatorische Binden und Absetzen der Töne anzeigt, wird seit der Frühromantik auch zur Bezeichnung der Phrase und sogar des Motivs verwendet, er wird dann zum sogenannten ‚Phrasierungsbogen’ (Motiv- oder Phrasenbogen), so dass der Spieler seitdem jeden Bogen auf seine jeweilige Funktion überprüfen muss.

## Artikulation und Phrasierung
Die immer noch häufig vertretene Auffassung, die Artikulation diene der Phrasierung, dürfte auf die figürliche Bedeutung von articulus als Glied, Satzteil, Abschnitt zurückzuführen sein. Diese Begriffe sind eindeutig solche der formalen Gliederung, für die in der Musik unter anderem die Begriffe Figur, Motiv, Phrase, Thema, Periode, Satz zur Verfügung stehen. Die Elementarformen, die wegen ihrer individuellen Geschlossenheit oder Selbständigkeit „Gestalten“ genannt werden, sind das Motiv und die aus Motiven gebildete Phrase. Diese „musikalischen Begriffe und Gedanken“ bilden den Sinngehalt der Musik, der kein intellektueller, sondern ein künstlerischer ist.
Wie die formalen Melodieglieder aus dem Notenbild herauszulesen und wie sie zu definieren sind, wie sie sich zu größeren Formen zusammenschließen usw. wäre Sache der Formenlehre, wenn diese sich nicht vorwiegend mit der Bestimmung der äußeren, messbaren Formgrößen wie Takt, Periode, Satz und der Beschreibung der Formgattungen, z. B. der Fuge, begnügen würde.
Da Mozart den Phrasierungsbogen noch nicht kennt, kann seine folgende, sehr sorgfältig artikulierte Melodie herangezogen werden, um auch ihre Formbildungen aufzuzeigen. Für diese gibt es in der Notenschrift keine allgemein gültigen Zeichen. Zu Lehrzwecken werden eckige Klammern, Kommata oder Gliederungsstriche benutzt, allerdings ohne nähere, etwa metrische Bestimmung. Man kann damit deutlich machen, dass Artikulation und Phrasierung ein gemeinsames Objekt haben, die Melodie und in dieser die Motive, aber ihren je eigenen Aspekt bewahren: den der Charakterisierung und den der Formgestaltung bzw. Gliederung. „Nur wenn sich die praktische Ausführung der Phrasierung mit der Artikulation nicht berührt, können beide nebeneinander bestehen und unabhängig von einander durchgeführt werden.“
Die stilgerechte Ausführung der Phrasierung setzt eine formale und metrische Analyse voraus. Eine Einführung in die theoretische und praktische Metrik findet man unter Metrum (Musik). Der Versuch, die Motive und Phrasen mit Hilfe des Bogens zu notieren, führt zur Korruption der subtilen Artikulation nicht nur Mozarts:
Die Lehre von der Artikulation ist Bestandteil der Allgemeinen Musiklehre (Hermann Grabner u. a.), ihre spezielle Anwendung der historischen Aufführungspraxis. Auch kommentierte Urtextausgaben enthalten Hinweise, oft recht ausführliche.